# 宫传荣
宫传荣（1931年4月—2023年2月18日），内蒙古突泉人，中国人民解放军正军职退休干部、空军后勤部原政委。

## 生平
宫传荣1947年9月入伍，1949年6月加入中国共产党。历任宣传员、学员、大队政委、场站站长，军后勤部副部长、部长，福州军区空军后勤部部长，空军后勤部副部长等职。
2023年2月18日，宫传荣因病于北京逝世，享年92岁。讣告刊登在5月25日的《解放军报》。